# Deersum
Deersum (officieel, Fries: Dearsum) is een dorp in de gemeente Súdwest-Fryslân, in de Nederlandse provincie Friesland. Deersum ligt ten noordoosten van Sneek, tussen Bozum en Poppingawier aan de N354 en de Deersumer Opvaart, een zijtak van Sneeker Oudvaart.
In 2023 telde het dorp 115 inwoners.

## Geschiedenis
Uit archeologische vondsten bleek dat het dorp is ontstaan op een terp, waarvan de oorsprong teruggaat naar voor de christelijke jaartelling. De terp lag aan de Middelzee.
In 1427 werd de plaats vermeld al vermeld als Deersum en eind 16e eeuw als Dersum. De plaatsnaam zou wijzen op een woonplaats (heem) van de persoon Diura. In 1989 werd de officiële naam gewijzigd in het Friestalige Dearsum.
Tot de gemeentelijke herindeling in 1984 maakte Deersum deel uit van de toenmalige gemeente Rauwerderhem, genoemd naar een van de Friese Hempolders van de oude Middelzee. Rauwerderhem was tevens de naam van de grietenij waartoe Deersum behoorde. Tussen 1984 en 2014 maakte Deersum deel uit van de toenmalige gemeente Boornsterhem.

## Kerk
De kerk van het dorp, de Nicolaaskerk is een kerk uit het begin van de 13e eeuw. De eenbeukige romaanse kerk met halfrond (vierzijdig) gesloten koor was gewijd Nicolaas van Myra. De kerk heeft een zadeldaktoren.

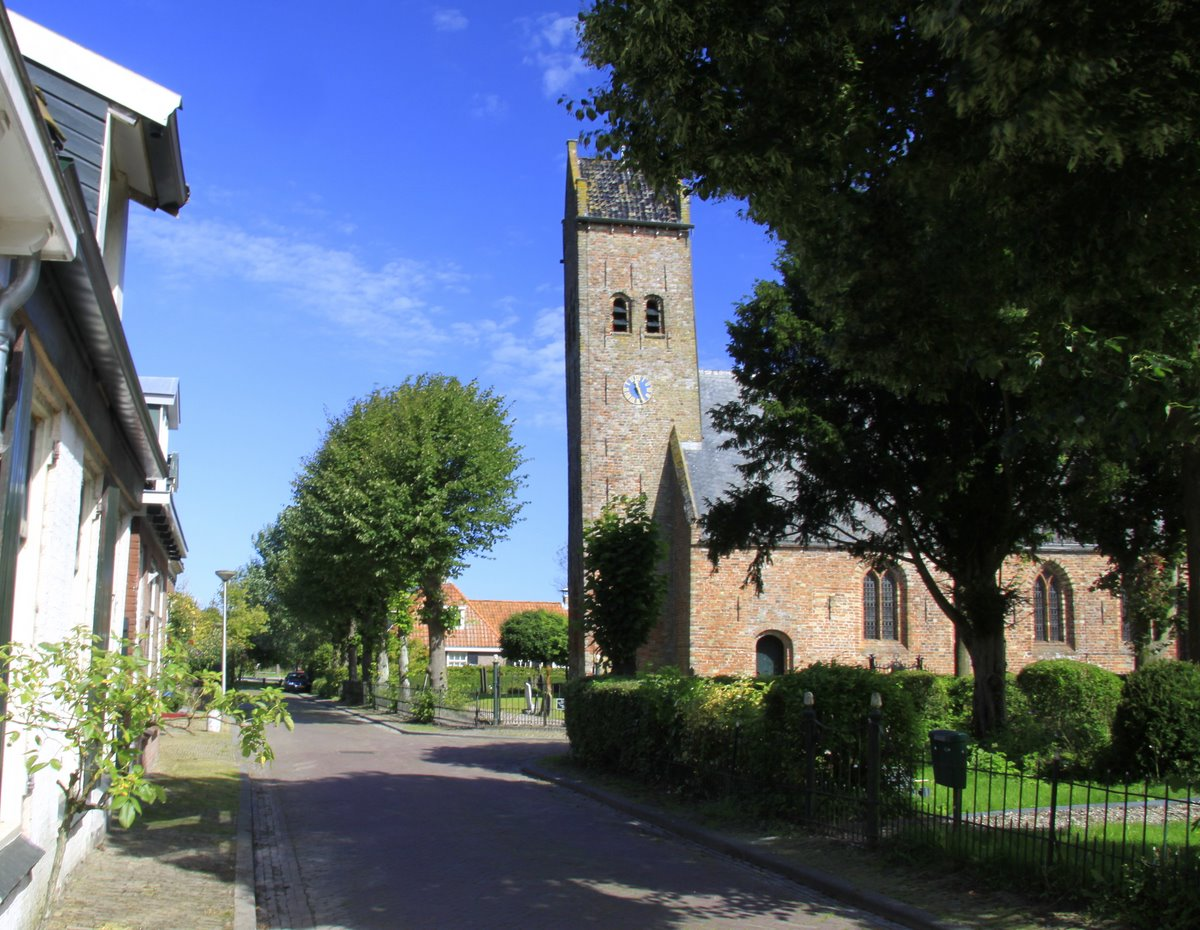
Nicolaaskerk

Op de begraafplaats van de kerk ligt op het Erehof Deersum een boordschutter van de Halifax, de W7714 van de Royal Air Force. Dit vliegtuig stortte tijdens de Tweede Wereldoorlog neer nabij Speers. De zes andere bemanningsleden kwamen ook om maar zijn niet gevonden.

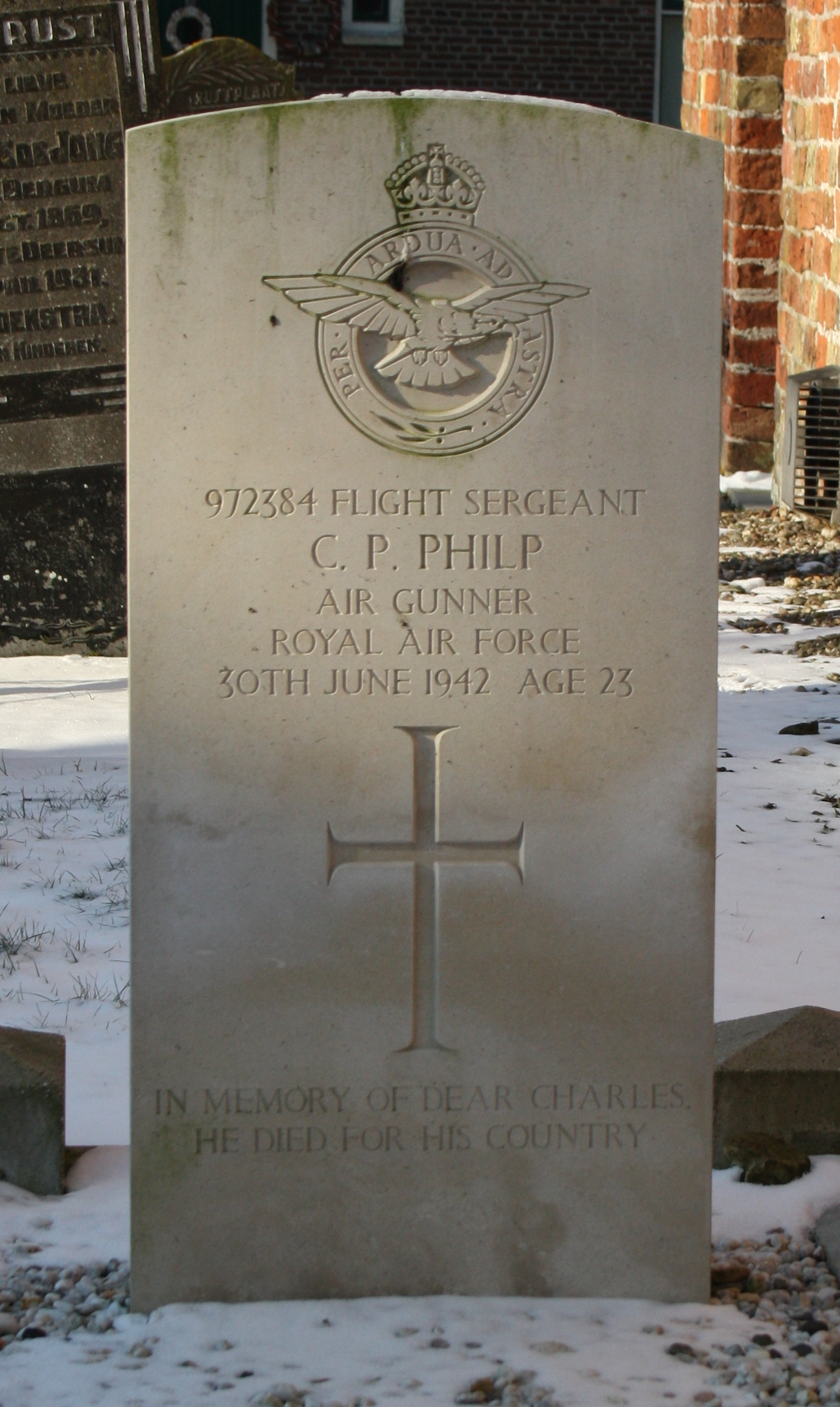
Grafsteen van de omgekomen boordschutter

## Cultuur
Het dorpshuis van Deersum heet de De Finne. Deersum stond bekend om de kievietseizoekerclub, De Ald Hij.

## Straatnamen
Opvallend is dat het dorp geen straatnamen heeft. De adressen beginnen met "Nummer", gevolgd door het huisnummer. Op kaarten wordt vaak de dorpsnaam aangegeven als straatnaam. De enige uitzondering is de weg die naar Poppingawier loopt. de Harstawei. Deze is vernoemd naar een voormalige buurtschap, Harstaburen. Bij Deersum zit een kleine camping aan deze weg.

## Bevolkingsontwikkeling
| 1954 | 1959 | 1964 | 1969 | 1973 | 1999 | 2003 | 2004 | 2005 | 2006 | 2007 | 2008 | 2009 | 2012 | 2018 | 2019 | 2020 | 2021 | 2023 |
| ---- | ---- | ---- | ---- | ---- | ---- | ---- | ---- | ---- | ---- | ---- | ---- | ---- | ---- | ---- | ---- | ---- | ---- | ---- |
| 214  | 218  | 205  | 172  | 137  | 135  | 146  | 143  | 139  | 137  | 142  | 141  | 131  | 129  | 120  | 115  | 115  | 115  | 115  |

## Geboren in Deersum
- Willem Doorenbos (1820-1906), schrijver en letterkundige
- Jouke de Vries (1960-), hoogleraar bestuurskunde
- Ids Postma (1973-), schaatser en boer

## Overleden in Deersum
- Adam de Boer (1721-1800), schaatser

## Openbaar vervoer
- Lijn 93: Sneek - Scharnegoutum - Deersum - Oosterwierum - Mantgum - Jorwerd - Weidum - Beers - Jellum - Boksum - Leeuwarden